# El Tanque Sisley
El Tanque Sisley, (fullt namn Centro Cultural y Deportivo El Tanque Sisley), är en professionell fotbollsklubb i Montevideo, Uruguay. Klubben grundades 17 mars 1955 efter en sammanslagning av Club Atlético El Tanque och Club Cultural y Deportivo Sisley. Man spelar sina hemmamatcher på Estadio Victor Della Valle. Laget debuterade i Primera División 1991.